# 松本幹生
松本 幹生（まつもと みきお、1928年4月29日 - 2005年7月1日 ）は、日本の経営者。

## 来歴・人物
福岡県出身。1949年に宮崎県工業専門学校土木工学科を卒業し、同年に間組に入社。1987年12月に取締役に就任し、1989年12月に常務、1991年6月に専務を経て、1993年6月に副社長に就任し、同年7月には社長に昇格した。1997年6月に会長に就任し、1998年6月には相談役に就任。
2005年7月1日心不全のために死去。77歳没。